# Zoetic
Zoetic è il sesto album in studio di The Rocket Summer. L'etichetta Aviate ha pubblicato l'album il 26 febbraio 2016.
Avary ha realizzato l'album a Los Angeles, in California, dove ha fatto tutto il lavoro su questo album da solo, mentre ha scritto 50 canzoni per l'album, finendo per ridurlo alle undici tracce del disco. La parola "Zoetic" è un aggettivo che significa vivo o vivente.
Alyson Stokes ha scritto: "Il primo album a piena lunghezza di The Rocket Summer in quasi quattro anni di verità". ..Zoetic non è un album di "amore" di tutti i giorni; è un album di "vita" che evoca un senso di urgenza non solo per vivere ma per vivere ispirato." Jessica Klinner, ha assegnato all'album quattro stelle su Substream Magazine, affermando:" Anche con il secondo passaggio, ci vuole concentrazione per riscaldare le canzoni e cogliere ciò che Avary ha costruito - una potente raccolta di canzoni che supera tutti delle sue precedenti uscite in potere e finezza musicale. " Putting a Nicholas Senior descrive:" È un album che si sente fedele a ciò che il missile ha sempre fatto, eppure mostra un meraviglioso senso di audacia e zelo sonori."
New Noise Magazine ha scritto: "Questa è senza dubbio la miglior uscita di The Rocket Summer, ed è un album che nessuno si aspettava." HM Magazine afferma "L'intimità delle sue esibizioni è impossibile da scuotere, e con un nuovo disco che sarà senza dubbio etichettato come il più audace, il coraggio di Zoetic passerà alla storia". Paste Magazine ha scritto: "Il nuovo album di Rocket Summer Zoetic dimostra che Bryce è un maestro nella creazione di inni orecchiabili e ottimistici".

## Tracce
1. Cold War – 2:59
2. Same Air – 3:58
3. UNI – 3:19
4. Help Me Out – 2:44
5. Get Over It – 4:09
6. White Fireworks – 3:29
7. You Are, You Are – 4:24
8. FL, CA – 3:49
9. Rule of Thirds Kind of Life – 3:22
10. Sharks – 4:16
11. Emergency Landings – 4:15